# Vervoer van levende dieren

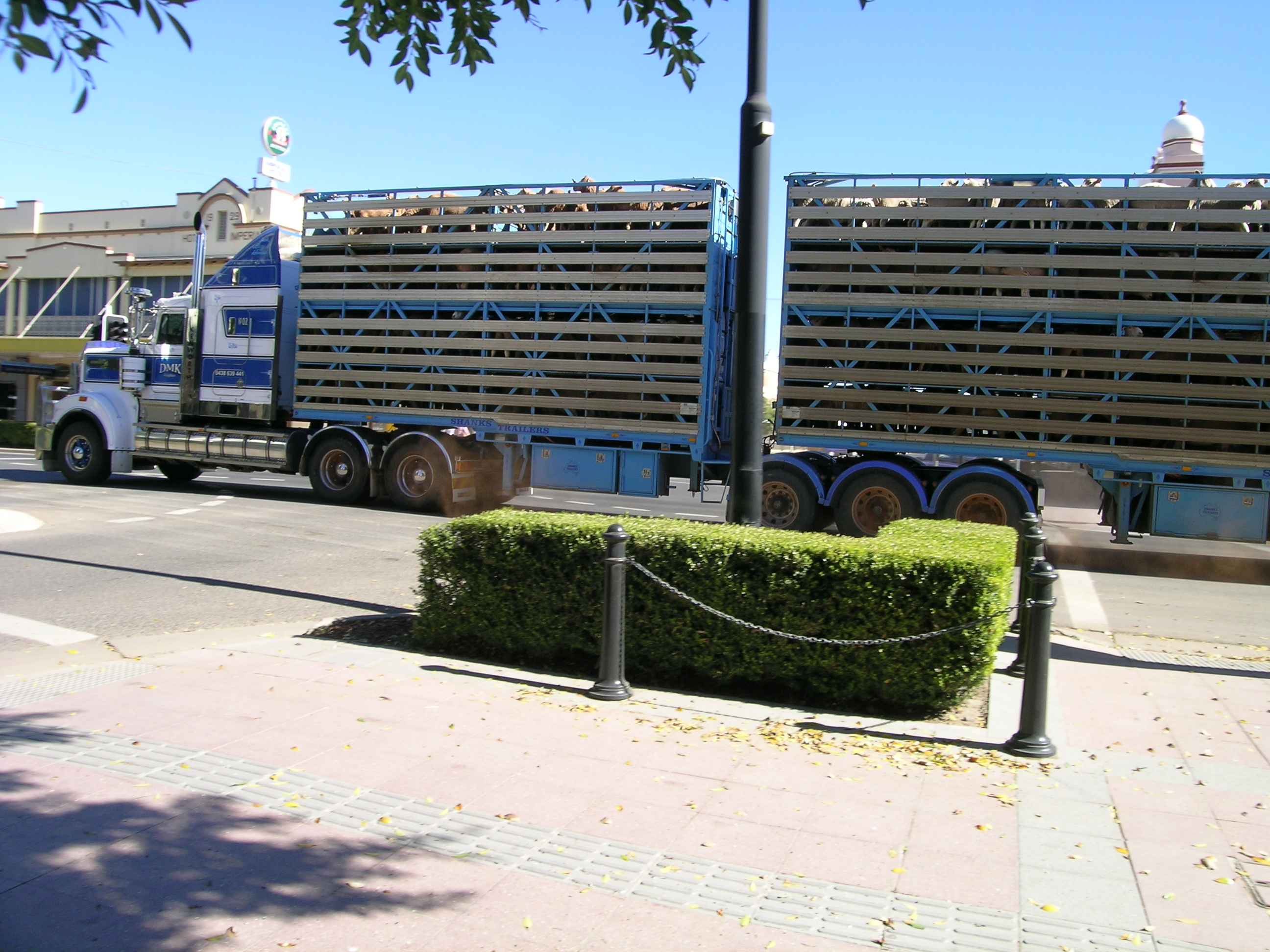
Vervoer van schapen in Australië

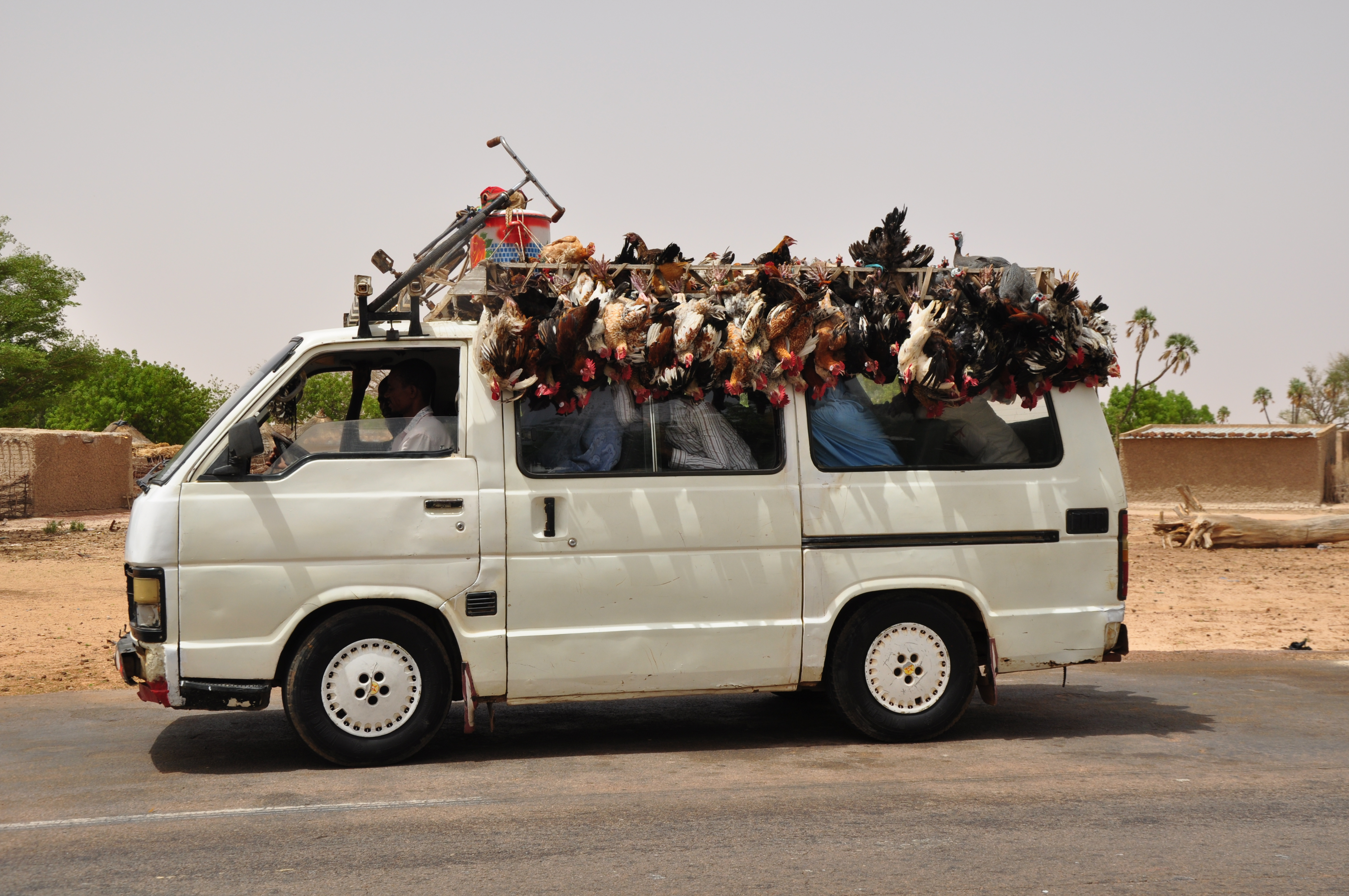
Vervoer van kippen in Niger

Het vervoer van levende dieren is een bijzondere tak van het goederenvervoer.
Transport betekent voor dieren stress, lijden en soms de dood. Daarom is er onder andere de “Transportverordening”, een Europese verordening ter bescherming van het welzijn van gewervelde dieren bij transporten met commerciële doeleinden binnen de Europese Unie. Binnen Europa alleen al gaat dat jaarlijks over honderden miljoenen dieren. Een groot aantal dieren wordt ook met veeschepen vervoerd van en naar Europa. De Transportverordening is niet van toepassing op het vervoer van dieren buiten de veehandel, en evenmin op diergeneeskundig vervoer. Privétransporten van huisdieren zijn enkel gereguleerd door de algemene bepalingen van dierenwelzijn, en verkeersregels. Naast de Transportverordening geldt ook nog de Europese Diergezondheidsverordening (EU) 2016/429 (Animal Health Regulation, AHR), vooral bedoeld om de verspreiding van dierziekten tegen te gaan.
De verordening legt de lidstaten op twee types van vergunningen in te stellen: type 1 voor korte transporten van minder dan 8 uur en type 2 voor lange transporten van ten minste 8 uur. Chauffeurs en begeleidende verzorgers moeten een getuigschrift van vakbekwaamheid hebben. Vervoermiddelen moeten zodanig ontworpen zijn dat letsel en onnodig lijden voorkomen wordt: beschutting, antislipvloer, ventilatie, enz.  De transportdocumenten en een bijzonder reisjournaal moeten alle mogelijke gegevens bevatten. Er is ook navigatiesysteem om het vervoer op te volgen. Veeschepen en andere vervoermiddelen van het type 2 moeten geïnspecteerd en goedgekeurd worden.  
De verordening bevat een bijlage met zeer uitgebreide 'technische voorschriften' over de behandeling van de dieren: laden, lossen, voeder- en watervoorziening, beschikbare ruimte, rusttijden. De normen verschillen uiteraard naargelang het soort dieren: runderen, schapen, geiten, paarden, varkens, pluimvee. Na een maximale transporttijd van meestal 24 uur moeten de dieren uitgeladen worden om te voeren, drenken en rusten, en dat voor een rusttijd van ten minste 24 uur. Daarvoor zijn er overal in Europa bedrijven die officiële halte- en rustplaatsen inrichten. 

## Dierenwelzijn
Dierenwelzijnsactivisten wijzen erop dat, zelfs als de toepasselijke wettelijke bepalingen worden nageleefd, de dieren vooral tijdens langdurig transport veel lijden moeten doorstaan, onder meer door uitputting, uitdroging en stress. Bij zomerse temperaturen zijn de transportomstandigheden bijzonder kwellend. 
Bekende probleemsituaties inzake dierenwelzijn bij veevervoer zijn onder meer:
- het vervoeren van levende dieren over verre afstanden, per schip, of langs het spoor en de weg
- sommige grensovergangen aan de buitengrenzen van de Europese Unie, bijvoorbeeld de Bulgaars-Turkse grens, waar administratieve procedures lange wachttijden veroorzaken, met voor de dieren soms fatale afloop.[5] Het Europees Parlement, Nederland, Duitsland en Luxemburg wilden de omstreden transporten van levende dieren naar landen buiten de EU verbieden,[4] maar de Europese Commissie was eind 2023 niet van plan om hierin mee te gaan,[6] al stond wel een herziening gepland, in het kader van de “van boer tot bord”-strategie van de EU.[1] Volgens de Oostenrijkse veterinaire diensten bewijzen probleemsituaties met dierenwelzijn tijdens transporten dat het voorzorgsprincipe in de EU-vervoersregels niet werd gerespecteerd, en de Verordening bijgevolg aangepast diende te worden.[5] Dierenwelzijnsactivisten dringen erop aan bij de herziening een vervoersverbod over de lange afstand in te voeren.[4]

## Links
- Europese verordening (EG) nr. 1/2005 (permalink)
- Vergunningen voor Nederland
- Vergunningen voor het Vlaams Gewest
- Vergunningen voor het Brussels Hoofdstedelijk Gewest
- Vergunningen voor het Waals Gewest (Frans)